# Parafia Matki Boskiej Częstochowskiej w Gliwicach
Parafia Matki Boskiej Częstochowskiej w Gliwicach – parafia metropolii katowickiej, diecezji gliwickiej, dekanatu Gliwice Kościoła katolickiego obrządku łacińskiego. Powstała w 1988 roku.

## Historia
Budowę kościoła rozpoczęto 4 października 1981 roku, gdy ks. bp Antoni Adamiuk poświęcił krzyż i plac budowy. Pierwszą cegłę na fundamencie kościoła położył ks. bp Jan Wieczorek 16 maja 1983 roku. Kamień węgielny został wmurowany przez bp. Alfonsa Nossola 4 grudnia 1984 roku. 
Parafia została erygowana przez bp. Alfonsa Nosola 27 sierpnia 1988 roku. Jej terytorium wydzielono z parafii św. Michała oraz z parafii katedralnej św. Piotra i Pawła. 

## Proboszczowie
- ks. Gerard Zug (1988–2004)[2]
- ks. Dariusz Laskowski (od 2004)[2]